# Philoscia algirica
Philoscia algirica är en kräftdjursart som beskrevs av Dollfus1896. Philoscia algirica ingår i släktet Philoscia och familjen Philosciidae. Inga underarter finns listade i Catalogue of Life.